# Реуток
Реуток (біл. Рэўтак) — річка в Гомельському районі Гомельської області, права притока річки Терюха. Довжина 7,9 км. Починається за 1,5 км на південь від села Журавльовка, Гирло за 2 км на південь від села Грабівка. Русло каналізоване.